# Château de Montrond (Montrond-les-Bains)
 (janvier 2020).
Pour les articles homonymes, voir Château de Montrond.
Le château de Montrond est situé dans la commune française de Montrond-les-Bains, dans le département de la Loire.
Les vestiges du château ont été inscrits au titre des monuments historiques le 13 mars 1934 puis l'ensemble du site (le château et ses abords) a été inscrit le 22 février 1946.
Comme cela a été le cas également pour d'autres châteaux féodaux du département de la Loire dont il ne subsistait que des ruines, tels celui de Rochetaillée ou encore celui d'Essalois à Chambles, le château de Montrond-les-Bains a été en partie reconstruit. 
Depuis 1999, une fête médiévale est organisée sur le site au mois d'août des années impaires. 

## Historique
Le château tient son nom du Mont Rond, un dyke volcanique dominant la plaine, sur lequel il est édifié. Dès le XIIe siècle, la citation « castrum montais rondunti » atteste la présence d’une petite fortification, propriété des comtes de Forez.
En 1302, le comte Jean Ier échange le mandement de Montrond et sa tour avec Arthaud III de Saint-Germain (issu d'une importante famille forézienne, dite aussi d'Apchon à partir du XVIe siècle par une alliance matrimoniale avec les d'Albon-St-André, sires d'Apchon, comme évoqué ci-après). Arthaud IV entreprend vers 1325 la construction d’un premier château fort. En 1519, le mariage d’Arthaud VII avec Marguerite d’Albon, fille de Jean, gouverneur des enfants de François Ier et de Lyon, et sœur du maréchal Jacques, permet à la seigneurie de Montrond d'atteindre l’apogée de sa renommée. L’austère forteresse est transformée en une belle et riche demeure au goût de la Renaissance.
Très impliqués dans les guerres de Religion en tant que catholiques, les descendants d’Arthaud IX conservent intact leur château grâce à leur fidélité au pouvoir royal sous les rois Henri, d'Henri II à Henri IV. Le château et la ville furent pris et pillés par les Huguenots du baron des Adrets en juillet 1562, et plus tard occupés par la Ligue (les d'Urfé, au service du duc de Nemours), avant d'être repris en juin 1594 par le maréchal d'Ornano, au service d'Henri IV.
La famille quitte Montrond en 1730 pour s’établir près de Paris. Le dernier marquis, Antoine-Louis-Claude, est guillotiné en avril 1793 dans la capitale. En septembre de la même année, le château de Montrond est incendié par un détachement de soldats révolutionnaires. La maison des Apchon-Montrond s’éteint en 1807 avec son unique fille, morte sans descendance.
Le château passe aux Biencourt, puis est vendu en 1820 (ou 1828 ?) à Victor Dugas, maître de forges à Saint-Chamond qui le démantela et en fit une carrière de pierres. Il devint enfin la propriété de la famille de Boissieu-Prunelé. Laissé pendant un siècle et demi à l’abandon, il est sauvé de la ruine définitive par l’Association des Amis du château, fondée en 1969.
Depuis 1984, il est la propriété de la commune de Montrond-les-Bains.

## Description
Les restes du logis construit ou remanié au XVe siècle s'éclairent par des fenêtres à meneaux et croisillons. Il subsiste également une série de cheminées ainsi qu'une tour de flanquement percée de couleuvrinières.